# Greggs
Greggs plc. est la plus grande chaîne de boulangeries au Royaume-Uni, avec plus de 2 000 magasins dans tout le pays et plus de 21 000 employés. Elle est spécialisée dans les pâtisseries salées telles que les pasties, les rouleaux de saucisses (sausage rolls) et les sandwichs, ainsi que dans les pâtisseries sucrées telles que les donuts et les feuilletés.
Son siège social est situé à Newcastle upon Tyne, et l'entreprise est cotée à la Bourse de Londres au sein du FTSE 250.
Greggs est fondé en 1939 par John Gregg, étant d'abord une entreprise familiale dédiée à la livraison à vélo de pain, d'œufs et de levure aux familles minières de Newcastle. Le premier magasin Greggs ouvre ses portes en 1951 à Gosforth, une banlieue de Newcastle. Greggs devient ensuite une chaîne régionale dans le nord-est de l'Angleterre, et, à partir des années 1970, commence à acquérir d'autres chaînes régionales pour devenir en 1994 la première chaîne de boulangerie du pays après l'acquisition de son principal rival, Bakers Oven.